# 草野仁のTVアゲイン
『草野仁のTVアゲイン』（くさのひとしのティーヴィーアゲイン）は、1994年4月18日から同年9月19日までテレビ東京系列局で放送されていたテレビ東京製作のドキュメンタリー番組である。放送時間は毎週月曜 21:00 - 21:54 （日本標準時）。
人々の関心を呼んだ事件・出来事の「その後」を紹介していた番組。司会は草野仁が務めていた。

## 内容

### 事件・出来事のその後
- 過去（数年前を含む）に発生した事件・出来事を振り返り、その関係者からエピソードなどを聞くコーナーで、同番組のメインコーナーでもあった（※このコーナーには正式な名称がない）。

### ニュースの玉手箱
- 過去（昭和30年代など）に話題となったニュースを紹介し、その関係者に当時の様子を振り返ってエピソードなどを伝えるコーナー。なお、エンディング前には「今週のたずね人」という題で過去に話題となったニュースに出演した人の情報を募集するコーナーもあった。

## スタッフ
- ナレーター：小林清志、垂木勉
- 構成：藤岡俊幸、井上きよたか、石田章洋、谷山雄次郎
- 技術：犬飼正
- 映像：不二俊典
- カメラ：橋本尚志
- 音声：村松敏男
- 照明：石田照夫
- TK：葛貫明子
- 美術：宇都木民代
- 美術進行：高橋昭三
- 大道具：亀山久雄
- 小道具：藤間広美
- 電飾：恩田恵三
- メイク：山田かつら
- 編集：大越克彦（芝公園ビデオセンター）
- MA：板尾龍弥（芝公園ビデオセンター）
- 音効：今井敏夫（音響企画）
- 番宣：伊藤真理
- プレーン：古日山美雪、岩崎晃恵
- 製作協力：福島靖子、中村一徳
- 協力：NHK jac
- 衣装協力：AOKI、大丸東京駅 ほか
- プロデューサー：犬飼佳春（テレビ東京）、島川哲雄（テレビ東京）、八巻恭子（Ouen Do）
- ディレクター：渡辺宏（Ouen Do）、藤田直樹（Ouen Do）、池田幸男（Ouen Do）
- 制作協力：Ouen Do
- 製作著作：テレビ東京